# Venice Challenger 1998
Il Venice Challenger 1998 è stato un torneo di tennis facente parte della categoria ATP Challenger Series nell'ambito dell'ATP Challenger Series 1998. Il torneo si è giocato a Venezia in Italia dal 30 giugno al 5 luglio 1998 su campi in terra rossa.

## Vincitori

### Singolare
Adrian Voinea ha battuto in finale  Franco Squillari con il punteggio di 6–3, 6–3

### Doppio
Nebojša Đorđević /  Marcos Ondruska hanno battuto in finale  Massimo Bertolini /  Sander Groen con il punteggio di 1–6, 6–1, 6–2